# زمپ
زمپ (به انگلیسی: XAMPP) یک سرویس‌دهنده وب کراس پلتفورم نرم‌افزار آزاد است. که از سرویس‌دهنده HTTP آپاچی، پایگاه‌داده مای‌اس‌کیوال و یک مفسر اسکریپت‌های پی‌اچ‌پی و پرل تشکیل شده‌است. نام انگلیسی XAMPP از حروف X(یعنی هر کدام از ۴ سیستم‌عامل)، Apache(آپاچی)، MySQL(مای‌اس‌کیوال)، PHP(پی‌اچ‌پی) و Perl(پرل) تشکیل شده‌است.

این برنامه تحت مجوز گنو جی‌پی‌ال منتشر شده‌است و کاملاً آزاد است، یک سرویس‌دهنده وب که می‌تواند صفحات پویا را سرویس‌دهی کند. هم‌اکنون زمپ روی سیستم‌عامل‌های ویندوز، گنو/لینوکس، سولاریس، و مک اواس ده کار می‌کند.

## نیازمندی‌ها و امکانات
زمپ فقط به یک فایل zip، tar یا exe نیاز دارد تا دانلود شود و اجرا شود، و پیکربندیهای کمی برای مؤلفهای مختلف نیاز دارد تا یک سرویس دهنده وب راه اندازی کنید. زمپ به صورت قائده‌مندی با آخرین نسخه‌های آپاچی/مای اس کیو ال/پی اچ پی و پرل بروزرسانی می‌شود. همچنین همراه آن چند ماجول مثل اپن‌اس‌اس‌ال و phpMyAdmin هم وجود دارد.

تمام چیزهایی که زمپ نیاز دارد داخل خود اوست و در یک کامپیوتر می‌توان چند زمپ را نصب کرد و برای داشتن یک زمپ جدید کافیست از روی نسخه نصب شده قبلی آن یک کپی بگیرید.

## برنامه‌ها
زمپ رسماً به‌عنوان یک ابزار جهت توسعه طراحی شده‌است تا به طراحان سایت و برنامه نویسان اجازه آزمایش کارهایشان را روی کامپیوتر خودشان بدهد بدون اینکه نیاز به دسترسی به اینترنت داشته باشند. اگرچه در واقعیت بعضی مواقع زمپ برای سرویس‌دهی صفحات وب روی اینترنت هم استفاده می‌شود، و با بعضی تغییرات به قدر کافی امن نیز خواهد شد.

زمپ همچنین پشتیبانی خوبی برای درست کردن و ویرایش کردن پایگاههای داده در MySQL و اس‌کیوال لایت و غیره ارائه می‌کند. شما می‌توانید جداول جدید ایجاد کنید، رکوردها را اضافه حذف یا بروزرسانی کنید، در پایگاه داده جستجو کنید و بسیاری کارهای دیگر.